# Amykos (Sohn des Poseidon)

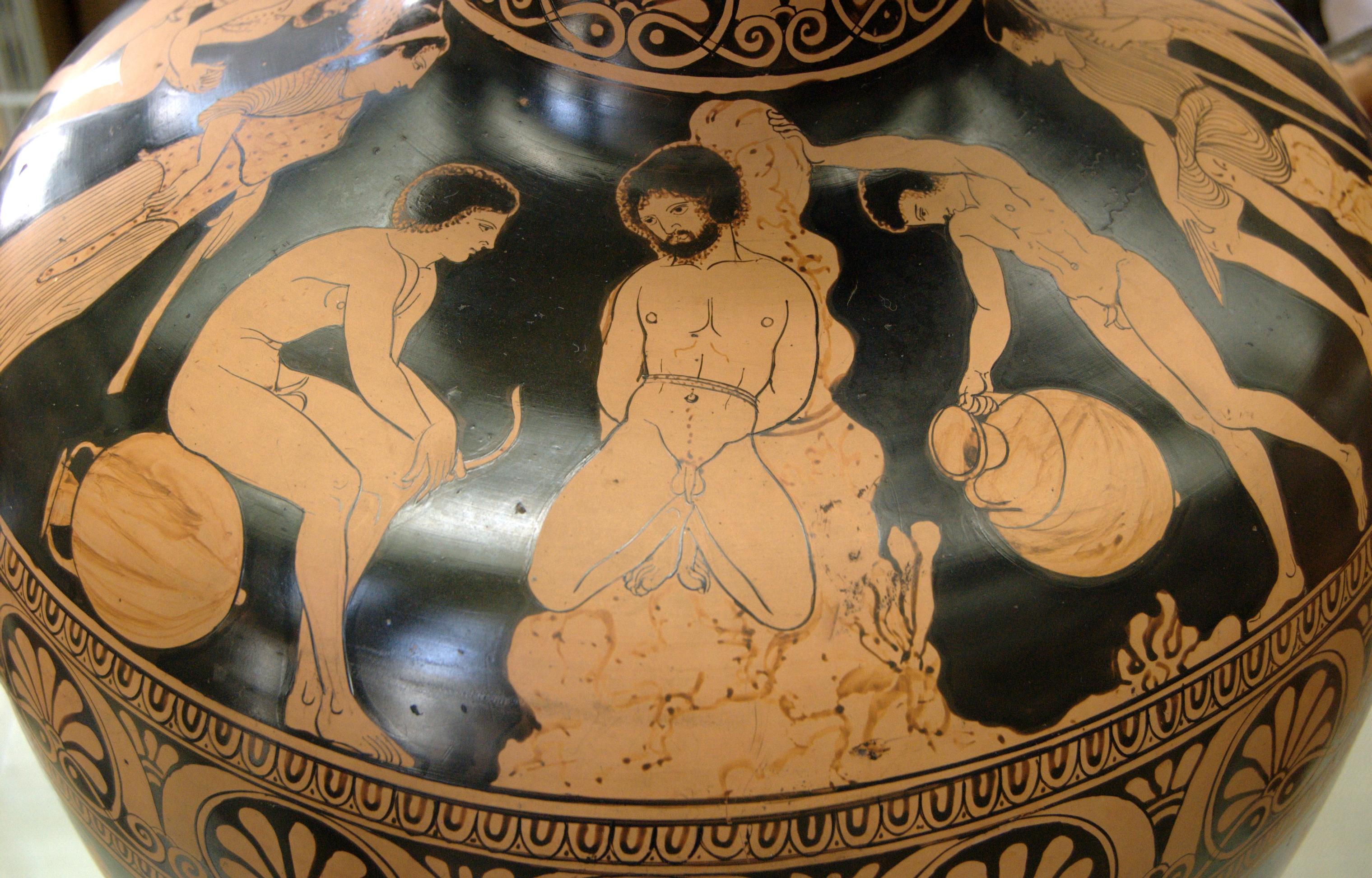
Amykos gefesselt; namensgebende Vase des Amykos-Malers

Amykos (altgriechisch Ἄμυκος Ámykos, deutsch ‚der Zerfleischer‘, lateinisch Amycus) ist eine Gestalt der griechischen Mythologie. Er war König des im kleinasiatischen Bithynien siedelnden Volksstamms der Bebryker; sein Reich lag in der Gegend von Chalkedon.
Der Sage nach war Amykos ein Sohn des Meeresgottes Poseidon und der Bithynis oder der Pelia oder der bithynischen Nymphe Melie. Er bekriegte Lykos, König der Mariandyner, der von Herakles unterstützt wurde. In der Folge tötete Herakles Amykos’ Bruder Mygdon.
Von Gestalt wie viele Poseidonssöhne ein Riese kümmerte Amykos sich nicht um die Gesetze der Gastfreundschaft, sondern zwang alle in sein Territorium kommenden Fremden, mit ihm zuerst einen Faustkampf auszutragen. Er erfand auch den hierbei eingesetzten Cestus. Weil er über gewaltige Körperkräfte verfügte, gelang es ihm, die meisten seiner Gegner zu töten. Als aber die Argonauten am bithynischen Gestade anlegten, unterlag er dem Polydeukes. Einen detaillierten Bericht über dieses Vorkommnis geben Apollonios von Rhodos und Theokrit. Apollonios führt in seiner Darstellung aus, dass Amykos die Argonauten aufforderte, der Stärkste von ihnen solle sich mit ihm im Faustkampf messen, woraufhin Polydeukes den plumpen Hünen nach einer harten Auseinandersetzung erschlug. Laut Theokrit begegneten Polydeukes und sein Bruder Kastor nach ihrer Landung in Bithynien dem in ein Löwenfell gehüllten Amykos im Wald. Dieser verlangte, dass die Brüder nicht eher aus einer Quelle trinken dürften, als bis einer von ihnen mit ihm gekämpft habe. Doch fand er nun in Polydeukes seinen Bezwinger und musste schwören, nie wieder einem Fremden den Zutritt zur Quelle zu verwehren. Immerhin wurde Amykos dieser Sagenversion zufolge nicht umgebracht. Nach einer anderen, vom Komödiendichter Epicharmos und dem Epiker Peisandros angeführten Variante des Mythos fesselte Polydeukes den von ihm überwundenen Amykos an einen Baum. Sophokles dichtete ein Satyrdrama mit dem Titel Amykos.
Laut Plinius soll auf Amykos’ Grab ein Tolllorbeer gewachsen sein; wenn von diesem ein Zweig gepflückt und an Bord eines Schiffes gebracht wurde, habe dort so lange Streit und Zank geherrscht, bis er ins Meer geworfen worden sei. An einem nach Amykos benannten Ort Bithyniens befand sich auch ein Heroon des Poseidonssohns. Eine bildliche Darstellung der Fesselung des von Polydeukes besiegten Amykos an einen Baum findet sich auf der in Praeneste entdeckten sog. Ficoronischen Cista. Auch auf einem etruskischen Aschengefäß ist die Bestrafung des Amykos abgebildet.